# Betagarri
Betagarri és un grup de música originari del País Basc que es va formar a finals de l'any 1992, però no va ser fins al febrer de 1997 que van gravar el seu primer àlbum amb Mil A Gritos Records.

## Història
La història d'aquest grup de Vitòria és una mica particular: Gontzo, Iñaki i Aitor ja eren col·legues i acostumaven a sortir de festa amb el nom de guerra de Betagarri, però no s'imaginaven que acabarien formant un grup amb aquest nom. Tot va començar quan a Gontzo li va tocar una guitarra elèctrica en un concurs de la televisió. Com que Iñaki cantava en un cor i Aitor solia tocar una guitarra clàssica, van començar a tocar coses junts i van anar coneixent més gent.
80/00 va ser enregistrat al Garate Studios d'Andoain, publicat per Esan Ozenki i produït per B.V.A. «Triku». Es va publicar l'octubre de l'any 2000 i conté 20 cançons. Zuzenena és l'enregistrament d'un concert en directe a la sala La Mirona de Salt. El disc conté un CD amb disset cançons i un DVD. Hamaika gara, en basc «Som onze» o també «Som molts», fou gravat als estudis d'Elkar de Sant Sebastià durant el 2006, i publicat per la discogràfica Oihuka. Conté catorze cançons, dues de les quals en català: «Un poble viu» i «No hi som tots».

## Discografia
- Maketa (1994)
- Betagarri (1997)
- Arren erro zaharra (1999)
- 80/00 (2000)
- Freaky festa (2000)
- Remix (2001)
- Arnasa hartu (2002)
- Zuzenena (2004)
- Hamaika gara (2006)